# Matvei Pogrebinski
Matvei Samoïlovitch Pogrebinski (en russe : Матве́й Само́йлович Погреби́нский), né en 1895 à Bilylivka et mort le 4 avril 1937 à Gorki, est un agent du NKVD, fondateur et dirigeant de la commune ouvrière de Bolchevo (1926-1928), commissaire à la sécurité de l'État d'URSS (1935). Il est auteur du livre La Commune de travail OGPU (Трудовая коммуна ОГПУ, 1928) connu également sous le titre La Fabrique de l'homme (Фабрика людей) porté à l'écran par Nikolai Ekk en 1931 sous le titre Le Chemin de la vie,